# Uranotaenia atra
Uranotaenia atra är en tvåvingeart som beskrevs av Theobald 1905. Uranotaenia atra ingår i släktet Uranotaenia och familjen stickmyggor. Inga underarter finns listade i Catalogue of Life.